# Авианалёт на H-3
Авианалёт на H-3 (персидский: عملیات اچ 3; Английский: The H-3 airstrike) был неожиданным воздушным нападением иранских ВВС во время ирано-иракской войны 4 апреля 1981 года против авиабаз иракских ВВС в комплексе H-3 в западном Ираке. Это считается самой сложной операцией, проводившейся иранскими военно-воздушными силами во время войны. Иранцы точно не определились, сколько они уничтожили иракских самолётов, по одним данным 48, а по другим иранским данным всего лишь 26, а 48 это было число увиденных самолётов. Ни одна безвозвратная потеря иракского летательного аппарата не была подтверждена Ираком. Один иранский самолёт на 4,5 месяца вышел из строя.

## Операция

### Цель
Комплекс H-3 состоит из трёх авиабаз: Основной H-3 (также известный как Аль-Валид, الوليد), северо-западный H-3 и юго-западный H-3. Они расположены недалеко от города Аль-Валид, недалеко от шоссе Багдад-Амман в пустыне Аль-Анбар к западу от Ирака, недалеко от границы с Иорданией и в 1000 км от иранских границ. Он был установлен для обеспечения безопасности западных границ Ирака и также использовался в войне Йом-Киппур в 1973 году.
По словам иракских источников, во время ирано-иракской войны он использовался как авиабаза поддержки иракских ВВС и располагал не более чем несколькими транспортными эскадрильями и эскадрой МиГ-21, а также отставными Хокер «Хантер».
ВВС Ирана (IRIAF) получил «достоверные» сообщения о том, что Ирак — подкреплённый прибытием большого количества боеприпасов и запасных частей из Египта, а также доставкой Мираж F1 из Франции и бомбардировщиков Ту-22 из СССР — готовился к предстоящему крупному наземному и воздушному наступлению против Ирана. По данным иранской разведки, иракские военно-воздушные силы перенесли большую часть своих ценных активов на авиабазу Аль-Валид, расположенную в комплексе H-3.
В рамках попыток Саддама Хусейна провести успешное наступление на Иран на северном фронте между 12 и 22 марта 1981 года, Ирак запустил две ракеты класса «Земля-Земля» 9K52 «Луна-М» против городов Дизфуль и Ахваз. Через несколько дней после этого нападения командиры 31-го и 32-го тактических истребительных авиакрыльев на авиабазе Шахрохи (TAB-3, недалеко от города Хамадан) спланировали контратаку, чтобы разрушить возможности иракских ВВС.

### Нападение
Будучи почти в 1500 километрах от иранских истребителей на авиабазе Шахрохи, H-3 находилась вне пределов досягаемости, и, выбрав прямой маршрут, иранскому самолёту пришлось бы пролетать над Багдадом и дважды выполнять воздушную заправку в воздушном пространстве Ирака, в том числе один раз возле Багдада, который был сильно укреплён иракскими объектами ПВО.
Команда командиров IRIAF (включая полковника Бахрама Хушиара и полковника Ферейдуна Изадсета) планировала более сложную, неожиданную операцию. Высокопоставленные военные ирана определили, что деятельность иракских ВВС была ниже в северном Ираке, поэтому был сделан план по подходу к иракским объектам с этого направления. Чтобы увеличить свои шансы, иранские командиры решили сначала вылететь на самолёт в Урмийское озеро и дозаправлять в воздухе, а затем оттуда у них будет «чистый» маршрут, проходящий через горы северной иракско-турецкой границы, сохраняя высоту менее 300 футов (100 метров), чтобы избежать иракских и турецких радаров. Маршрут был около 3500 км. Тем не менее, фантомы не могут достичь своей цели без дозаправки в воздухе несколько раз.
На 31-м и 32-м тактических истребительных крыльях (TFW) использовалось восемь фантомов Макдоннел-Дуглас F-4E «Фантом-2», четыре Грумман F-14A «Томкэт», один Локхид C-130 Геркулес, бортовой командный пункт Boeing 747 (который должен был контролировать иракские радиосвязи, а также выступать в качестве ретранслятора связи между рейдерами и штаб-квартирой IRIAF) и два танкера (Boeing 707 и Boeing 747) для воздушной заправки в течение операции.

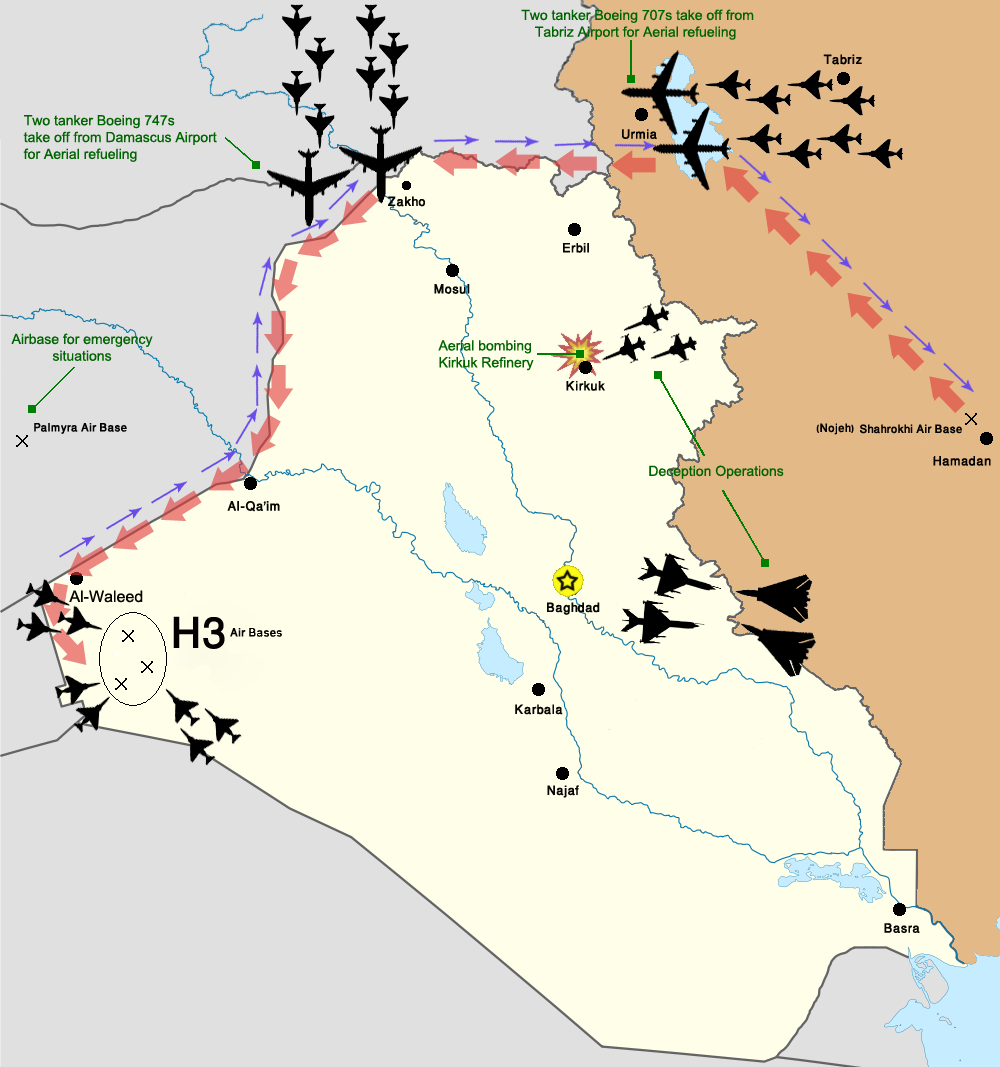
Карта операции, показ авиатехники, а также их маршрута.

Операция началась в 10:30 4 апреля 1981 года. Формирование восьми фантомов F-4 (включая шесть F-4E и двух F-4D), сопровождаемое двумя воздушно-десантными резервами, покинуло авиабазу Хамедан (TAB 3) и продолжалось к озеру Урмия, а затем, после дозаправки в дружественном воздушном пространстве, пересёк в Ираке, а два резервных самолёта вернулись. Пара F-14 Томкэт патрулировала площадь за несколько часов до и после начала операции, чтобы противостоять любым попыткам вторжения иракских ВВС. Тем временем, три Нортроп F-5E с авиабазы Тебриза (TFB 2) совершили диверсионные атаки на воздушную базу Хурриа под Киркуком с неизвестными результатами, но, определённо, отвлекая иракцев от фантомов. C-130H летал около ирано-иракской границы. Некоторое время назад два танкера, которые уже были отправлены в Турцию, вылетели из Стамбульского международного аэропорта, а затем тайно отвлекались от международных коммерческих коридоров в полном радио-тишине, но, по-видимому, были связаны с Ираном. Полёты на очень низкой высоте над южной Турцией и восточной Сирией, они пересекли горный северо-западный Ирак и, наконец, присоединились к фантомам над западной иракской пустыней. Каждый фантом заправлялся четыре раза от танкеров на высоте 300 футов (100 м), что было рискованным и значительно ниже любых стандартов безопасности (воздушная заправка обычно выполняется на 22 000 футов). Это было сделано, чтобы избежать обнаружения иракскими радарами; однако боевики ненадолго появились на радарах несколько раз, но ошибались за турецкие самолёты, патрулировавшие границу. Полковник Изадсета руководил операцией из команды Boeing 747, которая находилась в воздушном пространстве Сирии. Сирийский аэропорт в Пальмире мог также использоваться для возможной аварийной посадки.
Подходя к авиабазам, фантомы разделили своё формирование на две группы: Эльвенд и Эльбурс. Это позволило атакам исходить из нескольких направлений на комплексе H3. Они бомбили все три аэродрома в комплексе H-3. Достигнув полного удивления, бойцы совершили несколько пропусков против всех трёх авиабаз. Обе взлётно-посадочные полосы в Аль-Валиде были нацелены на то, чтобы не допустить взлёта каких-либо иракских самолётов. Кластерные бомбы второй группы фантомов повредили три больших ангара. Фантомы смогли совершить несколько атак на несколько целей с пушечным огнём. К концу нападения второй группы иракские вооружённые силы не отреагировали на скоординированную контратаку. Из-за неожиданного нападения также был нарушен эффективный зенитный огонь. Иракские самолёты были взломаны неудачной попыткой перехватить иранские силы.
После нападения иранская формация вернулась к своим собственным базам. Иранские военные официальные лица заявили, что во время атаки все иранские «Фантомы» были неповреждёнными. При этом, на сирийском аэродроме Тифор 4,5 месяца простоял подбитый иранский «Фантом» (с серийным номером 3-6596). В ходе проведения ремонта полученных во время налёта повреждений, лётчикам ВВС Сирии впервые удалось изучить данную машину. Лишь 18 августа F-4 вернулся в полётпригодное состояние и иранские лётчики Махмуд Эскандари и Мухаммад Джаванмарди перегнали его в Иран

### Потери
Иранская сторона в одном источнике заявляла, что в этом налёте было уничтожило в общей сложности три Ан-12БП, бомбардировщик Ту-16, четыре МиГ-21, пять Су-20/22, восемь МиГ-23, два Дассо «Мираж» F1EQ (доставлено только за несколько недель до этого) и четыре вертолёта. В другом источнике иранская сторона заявляла совершенно другие цифры и модели уничтоженной авиатехники: 10 МиГ-21, 1 Ту-22 и 15 вертолётов. Ещё в одном источнике заявлялось повреждение одиннадцати других самолётов, включая два бомбардировщика Ту-16. Два иракских пилота и четырнадцать человек были убиты вместе с тремя египетскими и одним восточногерманским офицером, а 19 иракцев, четверо египтян и два иорданца получили тяжёлые ранения. Этот удар ухудшил способность Ирака нанести ответный удар.
По данным иранской разведки, до атаки было по меньшей мере две эскадрильи, оснащённые десятью Ту-22Б и по меньшей мере шестью тяжёлыми бомбардировщиками Ту-16, а также два других подразделения с МиГ-23БН и Су-20, которые были скрытый в ангарах. Иракские чиновники оспаривали это. Иракские источники утверждали, что только один МиГ-21 был повреждён атакой; что повреждённые ангары были пустыми во время атаки; и что его Ту-22 и Ту-16 были размещены на авиабазе Таммуз из-за продолжающейся войны с Ираном. Ирак утверждал, что бомбардировщики были размещены в Таммузе, пока они не были удалены с иракских ВВС в конце 1980-х годов, а затем были подвергнуты бомбардировке в 1991 году во время войны в Персидском заливе. Ирак отрицал любые потери Мираж F1, утверждая, что все они были расположены на авиабазе, построенной специально для них по просьбе французского правительства. Авиабаза Мираж, называемая «Саддамская авиабаза» (авиабаза Каяра), находилась примерно в 300 км к северу от Багдада.
Иракское командование ПВО позднее заявило, что оно обнаружило, что формация идет от направления Сирии к цели, а их радар следил за фантомами в течение 67 минут, хотя иранцы смогли достичь полной внезапности удара.